# Eleccions al Parlament de Catalunya de 2017
|  | «21-D» redirigeix aquí. Vegeu-ne altres significats a «21 de desembre». |

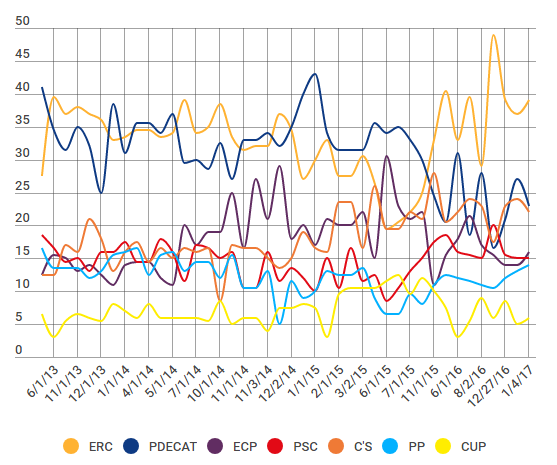
Enquestes per les Eleccions al Parlament de Catalunya des del 2013 al 2017.

Les eleccions al Parlament de Catalunya corresponents a la XII legislatura se celebraren el 21 de desembre de l'any 2017. Les convocà el president del govern espanyol Mariano Rajoy el 27 d'octubre de 2017 dins del marc de l'aplicació de l'Article 155 de la Constitució Espanyola, poc temps després que el Parlament de Catalunya declarés la independència.
La data de les eleccions coincidí en dia feiner, un dijous. L'última data d'eleccions que havia coincidit en dia feiner, i també en dijous, havia estat el 15 de juny de 1989, en què s'elegien representants al Parlament Europeu. Arran d'aquesta coincidència de data, i per a garantir la disposició de col·legis electorals, el Govern d'Espanya decretà dia no lectiu per facilitar la duta a terme d'aquestes eleccions.

## Context

### Declaració d'independència i el «155»
El dia 1 d'octubre de 2017 se celebrà un Referèndum d'independència a Catalunya, tot i haver estat declarat il·legal i inconstitucional pel Govern central de l'Estat. Durant la jornada, es van produir diverses càrregues policials que van suposar un total de més de 1.000 ferits de diversa consideració. Tot i això, més de 2 milions de persones van votar, amb un 90% favorable a la independència, que seria proclamada pel Parlament català el 27 d'octubre de 2017. Minuts després, el Senat espanyol van aprovar l'aplicació de l'article 155 de la Constitució espanyola de 1978. Tres hores després es publicaren al BOE les mesures que permetien al govern espanyol imposar un govern directe a Catalunya. Mariano Rajoy es reuní amb l'executiva per fer efectives les mesures i decidiren el cessament del Govern de Catalunya, així com el mateix President i d'altres 140 càrrecs. Seguidament, el Govern d'Espanya declarà eleccions pel 21 de desembre, després d'haver-hi destituït el Govern de Catalunya.
Durant els dies posteriors es van produir diverses manifestacions tant unionistes com independentistes. Es van tancar diverses webs institucionals, les delegacions del govern a l'exterior i la del president de la Generalitat de Catalunya foren desactivades.
Carles Puigdemont i els altres 13 consellers del Govern català, que a l'empara de l'aplicació de l'article 155 pel Govern d'Espanya varen ser cessats, varen ser imputats i alguns d'ell empresonats de manera preventiva. Puigdemont i altres consellers van exiliar-se a Brussel·les.

### Presó
El 2 de novembre de 2017 vuit membres del Govern català: Oriol Junqueras, Jordi Turull, Josep Rull, Meritxell Borràs, Carles Mundó, Raül Romeva, Dolors Bassa, Joaquim Forn i l'exconseller Santi Vila, declararen davant la jutgessa de l'AN Carmen Lamela. El fiscal, Miguel Ángel Carballo va sol·licitar presó incondicional per a tots els membres del Govern català. Santi Vila, en canvi, va pagar una fiança de 50.000 euros i només en va passar una nit.
També estaven citats a declarar davant l'AN la presidenta i els membres de la mesa: Carme Forcadell, Joan Josep Nuet, Anna Simó, Lluís Guinó, Lluís M. Corominas i Ramona Barrufet als que el jutge Pablo Llarena els acceptà les al·legacions de les defenses i ajornà les declaracions fins dijous 9 de novembre. L'única mesura cautelar que els ha imposat és que donin el seu domicili habitual i un telèfon de contacte permanent per tenir-los localitzats. Per altra banda, Carmen Lamela demanà que s'efectués la detenció de Carles Puigdemont, Antoni Comín, Meritxell Serret, Clara Ponsatí i Lluís Puig que són a Brussel·les des del cap de setmana del 28 i 29 d'octubre. Crida per la Democràcia, integrada per l'ANC i Òmnium, convocaren, després dels fets, manifestacions a les 19.00 h davant del Parlament i davant dels ajuntaments de les capitals de comarca per demanar la llibertat dels presos, seguit d'una esquellotada convocada per les 22.00 h.

### Manifestacions contra l'empresonament dels membres del govern català
El 3 de novembre de 2017 es convocà una aturada davant dels llocs de treball i centres d'estudi a les 12.00 h. Diverses manifestacions en protesta contra l'empresonament dels membres de govern català es produïren durant tot el dia. Segons el Servei Català de Trànsit, des de les 8.00 h es tallaren l'A-2 a Castellolí, la B-23 a Molins de Rei en sentit Barcelona, l'N-145, l'N-230 a Bausen, la C-26 a Foradada, la C-25 a Sallent, la C-14 a Bassella i l'N-340 a Alcanar. Al matí, també quedà interrompuda uns 15 minuts la línia de Ferrocarrils de la Generalitat de Catalunya Barcelona-Vallés per una protesta contra els empresonaments. Segons la Guàrdia Urbana, la Gran Via de Barcelona quedà tallada per una manifestació des de les 8.20 h fins a les 8.45 h. Tot i que a partir de les convocatòries d'aturada de classes, diverses mobilitzacions iniciaren també marxa per diversos carrers, així com centenars d'estudiants de la UB-Raval varen tallar, de nou, la Gran Via. A les 19.00 h es repetiren les concentracions davant de tots els ajuntaments com les del passat 2 de novembre.

### Mobilitzacions arreu i fets del 5 al 8 de novembre de 2017

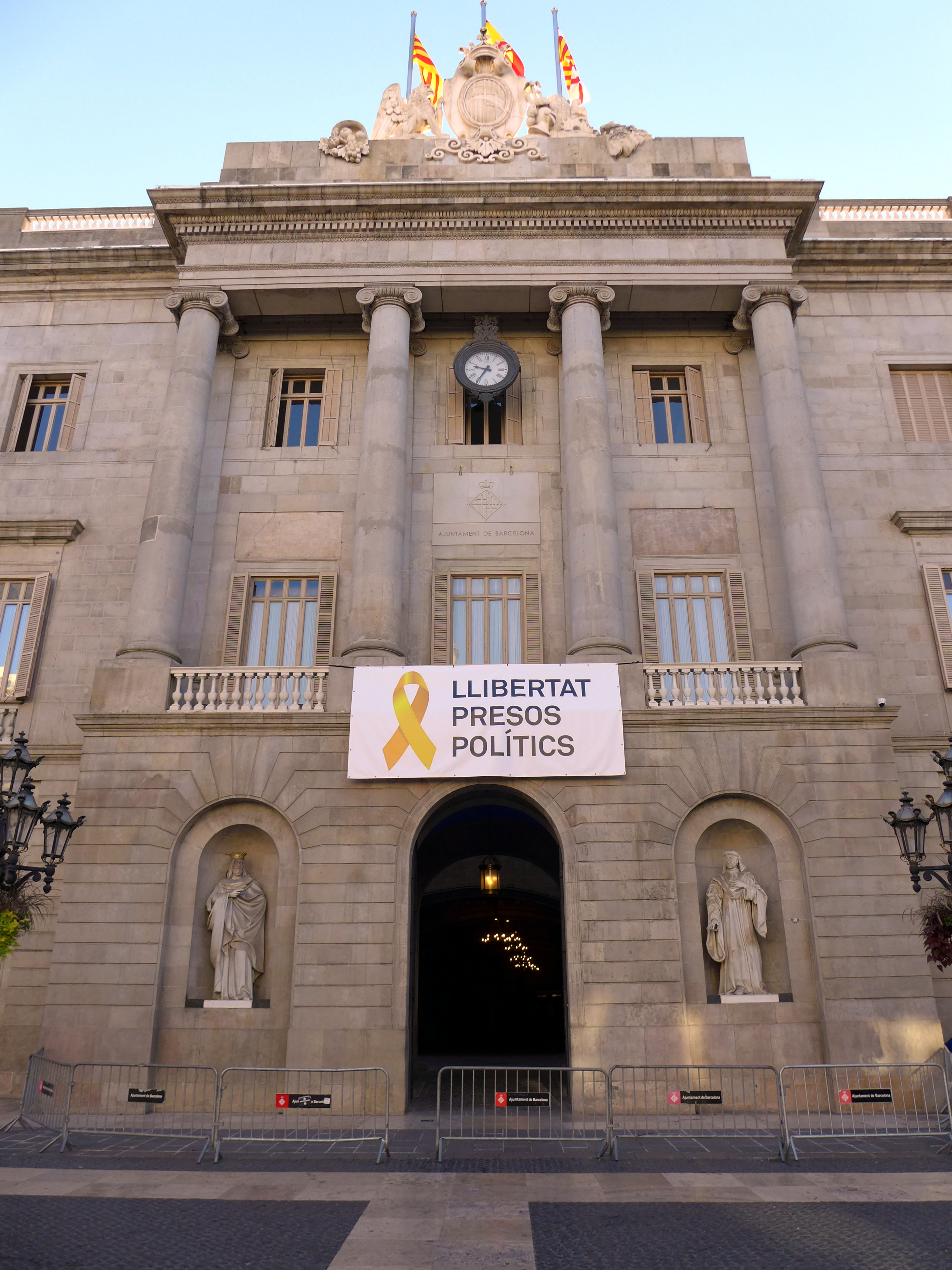
Cartell per la Llibertat dels «presos polítics» a la façana de l'Ajuntament de Barcelona.

Prop de 35.000 persones, segons fonts municipals, es manifestaren el 4 de novembre de 2017, a la tarda, a Bilbao en una manifestació convocada per la coalició sobiranista EH Bildu, els sindicats ELA, LAB, ESK, Steilas, entre d'altres, i la plataforma Gure Esku Dago, per mostrar el seu rebuig a l'aplicació a Catalunya de l'article 155 de la Constitució i per donar suport a l'exercici del dret a decidir. Comptà també amb l'adhesió de formacions polítiques com Podem o Ezker Anitza-IU.
El 5 de novembre de 2017 al matí, a la plaça de la Universitat de Barcelona, les entitats sobiranistes organitzaren una jornada de mobilització per difondre cartells en contra de l'empresonament de diversos consellers del Govern i dels presidents de les entitats sobiranistes. A la concentració hi assistiren membres de la plataforma activista Anonymous i diversos polítics com Gabriel Rufián i Joan Tardà. A altres llocs de Catalunya, també es dugueren a terme enganxades de cartells, així com a Girona la concentració va tenir lloc a la plaça del Vi. Unes 5.000 persones, segons la Policia Local, es manifestaren, també, a Lleida per demanar la "llibertat dels presos polítics" i en defensa de la República catalana, la concentració fou convocada pels 30 Comitès de Defensa de la República (CDR) de la província, i començà a la plaça Ricard Vinyes i finalitzà a la plaça Catalunya a Lleida. També, a la plaça de l'Ajuntament de Pamplona hi hagué una concentració per mostrar el rebuig a l'empresonament dels membres del govern català i els presidents de les entitats sobiranistes i l'aplicació de l'article 155. Una altra mobilització a Oviedo, a la plaça de l'Escandalera, en "solidaritat" amb el poble català, contra l'aplicació de l'article 155 i per la llibertat dels "presos polítics". La plataforma "Madrilenys pel dret a decidir" convocà, el mateix 5 de novembre, una concentració a la Puerta del Sol, a les 19.00 h, per reclamar la llibertat dels membres del Govern que van entrar a la presó. Diversos regidors d'ERC, PdeCAT i la CUP es tancaren a l'Ajuntament de Rubí per demanar la llibertat dels consellers cessats. Paral·lelament, l'ANC anuncià que participarà en una mobilització a Brussel·les el 6 de desembre a favor de la independència i per demanar l'alliberament dels membres del Govern i els dirigents de les entitats sobiranistes empresonats.
El 5 de novembre de 2017, Carles Puigdemont i Meritxell Serret, Antoni Comín, Lluís Puig i Clara Ponsantí que l'acompanyen a Brussel·les es presentaren voluntàriament, a les autoritats de Bèlgica en una comissaria situada a la rue Royale a Brussel·les. La declaració acabà poc després de les 20.40 h del mateix dia. Foren interrogats, a petició pròpia, per un jutge d'instrucció neerlandòfon requerint per al procediment un traductor neerlandès-castellà que assistí als acusats.
El 8 de novembre de 2017 es va celebrar una vaga general a Catalunya, reclamant la llibertat dels presos polítics i en resposta a l'aplicació de l'article 155.

### Judici als membres sobiranistes i la presidenta de la mesa del Parlament de Catalunya
El jutge del Tribunal Suprem Pablo Llarena prengué declaració des de les 10.00 h fins a les 18.00 h del 9 de novembre de 2017 als membres de la mesa i a la presidenta del Parlament de Catalunya Carme Forcadell. El jutge decretà presó sota fiança de 150.000 euros, ja que asseguren que existeix un risc de reiteració del delicte, per a la presidenta del parlament, acusada per la fiscalia de rebel·lió, sedició i malversació. Forcadell ingressarà a la presó d'Alcalá Meco i hauria d'abonar la fiança per a poder-ne sortir. Als membres de la mesa Lluís M. Corominas, Lluís Guinó, Anna Simó i Ramona Barrufet els imposaren una fiança de 25.000 euros si volen esquivar la presó, i tindrien una setmana de temps per fer-ho, així com, se'ls obliga a comparèixer setmanalment al jutjat més proper al seu domicili o al Tribunal Superior de Justícia de Catalunya, a lliurar el passaport abans d'aquest divendres a les 14.00 h i a no sortir de territori espanyol. Forcadell tindrà les mateixes mesures cautelars quan hagi sortit de presó. A Joan Josep Nuet, el deixaren en llibertat sense fiança. A les 23.40 h, Forcadell abandonà el Tribunal Suprem dins un vehicle particular empleat pel seu trasllat a presó. L'ANC anuncià que la seva "caixa de solidaritat" farà front tant a la fiança de Carme Forcadell, així com dels altres membres de la mesa del Parlament de Catalunya.
El 10 de novembre de 2017 l'ANC, amb la seva "caixa de solidaritat", feu front a la fiança de Carme Forcadell, implicant la seva sortida de presó, així com el 14 de novembre abonaren 100.000 euros –25.000 euros per a cadascun– corresponents de les fiances ordenades contra els membres de la mesa del parlament.

### Manifestació «Llibertat presos polítics. Som República»
L'11 de novembre de 2017 Òmnium Cultural i l'Assemblea Nacional Catalana organitzaren i promogueren una manifestació que tingué lloc al carrer Marina i voltants de Barcelona sota el nom de «Llibertat presos polítics. Som República» per tal de reclamar l'alliberament dels «presos polítics» per haver defensat la creació de la República Catalana. També es va batejar com Manifestació de la Diada Nacional de la Llibertat.

### Prohibicions per les juntes electorals central i provincial
El 25 de novembre de 2017 la Junta Electoral Central prohibí als membres de les meses electorals, als interventors i apoderats dels partits de dur el llaç groc en suport als presos polítics justificant la decisió dient que han de "mantenir una posició de completa neutralitat". A més, la Junta Electoral Provincial de Barcelona prohibí a TV3 d'utilitzar les expressions com "govern a l'exili" o "consellers exiliats", ja que entén que infringeix el principi de neutralitat informativa. El 26 de novembre de 2017 la Junta Electoral Provincial de Barcelona ordenà —arran d'un recurs que presentà Ciutadans i després de considerar que la pancarta i qualsevol símbol similar trenquen la neutralitat institucional durant el procés electoral— a l'Ajuntament de Barcelona que retirés la pancarta «Llibertat presos polítics» penjada a la façana del mateix Ajuntament i també tots els eslògans i cartells d'aquesta mena penjats a edificis i dependències municipals. L'Ajuntament finalment retirà la pancarta de la façana. A la tarda del mateix 26 de novembre, el president de Ciutadans, Albert Rivera, celebrà la decisió de la junta. Arran de conèixer-se l'ordre de prohibició de la Junta l'alcalde de Mataró, David Bote, ordenà retirar la pancarta que penjava, des de dissabte 24 de novembre penjada pels grups municipals d'ERC i CiU, des dels finestrals dels despatxos d'aquests donant a la façana de l'Ajuntament.

## Campanya electoral
La campanya electoral va començar el dilluns quatre de desembre al vespre. Segons la informació publicada, els partits catalans es gastarien poc més de 10 milions d'euros durant la campanya, mig milió més que el 2015. Ciutadans fou el partit que més gastà a la campanya electoral: 2,1 milions d'euros, mig milió més que en les eleccions de 2015. Al seu torn, ERC i el PP van anunciar un pressupost d'1,8 milions d'euros en campanya. La Candidatura d'Unitat Popular - Crida Constituent (CUP-CC) fou el partit amb pressupost més baix, 400.000 euros. El límit que estableix la llei són 3,9 milions per partit.
ERC va intentar finançar tota la campanya amb recursos propis i sense demanar cap crèdit financer. El PSC, amb un pressupost de 1,7 milions d'euros, un 21% superior que el 2015, va finançar-ho amb un crèdit bancari. Junts va pressupostar la seva campanya en 1,4 milions, i va intentar finançar-la amb un sistema de micromecenatge i amb la subvenció electoral corresponent al PDeCAT. Ni la CUP ni els comuns van utilitzar crèdits bancaris per finançar les seves campanyes. En aquesta campanya tampoc es va aconseguir coordinar una única tramesa de propaganda electoral als votants: el Parlament va impulsar durant la legislatura 2012-2015 una iniciativa perquè tots els partits enviessin junts la seva propaganda electoral, però els partits polítics no es van posar d'acord.
La campanya va arrencar poques hores després que es conegués que el Tribunal Suprem mantindria empresonats Oriol Junqueras, Joaquim Forn, Jordi Sànchez i Jordi Cuixart. Van sortir en llibertat provisional Meritxell Borràs, Dolors Bassa, Raül Romeva, Jordi Turull, Josep Rull i Carles Mundó. Finalment, els partits independentistes van començar la campanya sense subscriure un document programàtic comú. Al seu torn, el PSC va començar la campanya al Teatre Joventut de l'Hospitalet de Llobregat, el PP a la Sala Bikini de Barcelona, ERC al Teatre l'Atlàntida de Vic, Ciutadans al barri del Poblenou i la CUP a l'IES Jaume Balmes, un dels instituts on es van dur a terme càrregues policials l'1 d'octubre. Els comuns van presentar la seva candidatura a la Farga de l'Hospitalet.
Pel que fa a declaracions, Albiol va proclamar un A por ellos, els comuns van rebre el suport de Naomi Klein i Mar Coll, Puigdemont va intervenir per streaming des de Brussel·les a l'acte de Junts per Catalunya, dient que el 21D és la "segona volta" de l'1 d'octubre, i Carles Riera de la CUP va defensar la unilateralitat. Ciutadans es va presentar com l'antídot contra el procés i Colau va dir que "el procés s'ha acabat".
El dia va començar amb la publicació al DOGC de la suspensió per part del Tribunal Constitucional de la Llei de Transitorietat Jurídica i Fundacional de la República aprovada pel Parlament i que pretenia emparar jurídicament la transició cap a una Catalunya independent després del referèndum de l'1 d'octubre, i amb un escorcoll de la policia espanyola a la seu de l'IDESCAT. A mig matí el jutge Pablo Llarena acordà retirar les ordres europees de detenció dictades contra Puigdemont i els consellers exiliats a Brussel·les. Tot i això, es va fer públic que cap d'ells abandonaria la capital europea. Durant el dia es van anar presentant els diversos espots de campanya i la junta electoral central va ordenar eliminar d'edificis públics cartells on posava democràcia o llibertat, entre ells a la seu de TV3.

### Pressupost
| Partits i coalicions | Partits i coalicions                             | Pressupost |
| -------------------- | ------------------------------------------------ | ---------- |
|                      | Ciutadans - Partit de la Ciutadania              | 2,99M€     |
|                      | Partit dels Socialistes de Catalunya             | 2,41M€     |
|                      | Junts per Catalunya                              | 1,83M€     |
|                      | Partit Popular Català                            | 1,66M€     |
|                      | Esquerra Republicana - Catalunya Sí              | 1,60M€     |
|                      | Catalunya en Comú-Podem                          | 0,89M€     |
|                      | Candidatura d'Unitat Popular - Crida Constituent | 0,43M€     |

## Transcurs de la jornada i participació

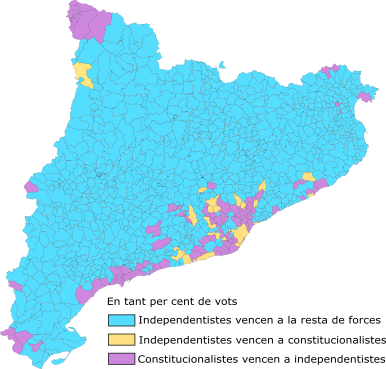
Vot independentista respecte la resta de forces en les eleccions al Parlament de Catalunya del 21 de desembre de 2017.

Des d'abans de les 9.00 h es formaren cues en diversos punts de votació. A les 9.00 h obriren les portes de 2.680 col·legis electorals de Catalunya iniciant així la jornada de votacions. Un total de 5.554.394 persones podien votar en aquestes eleccions, de les quals 226.381 estaven inscrites al Cens de Residents a l'Estranger (CERA). El secretari general tècnic del Ministeri de l'Interior, Juan Antonio Puigserver, informà que, a les 10.00 h ja hi havia constituïdes 8.015 meses electorals d'un total de 8.247. L'ANC calculà un 25% de participació fins a les 12.30 h en un recompte que feia conjuntament amb la CUP, ERC i JxCat. A les 18.00 h la participació s'elevà a 69,5%. La participació final va ser del 79,04% del cens.

### Incidents
Després de la controvèrsia en què la Junta Electoral Central prohibí dur llaços grocs als integrants de les meses electorals, el delegat del govern espanyol a Catalunya Enric Millo informà, el dia de les eleccions, que aquesta prohibició només afectava els integrants de les meses, interventors i apoderats i no als votants, sempre que la Junta Electoral Central no digués el contrari. La Junta electoral obligà a tapar uns quadres de polítics de l'Ajuntament de Balaguer (col·legi electoral). Prop de les 11.00 h denunciaren que alguns col·legis tenien butlletes de la candidatura dissolta Diàleg Republicà -que ja no es presentava- creada per si el partit d'ERC era il·legalitzat. Una interventora del col·legi la Marina, al barri de Bellvitge de L'Hospitalet de Llobregat, declarà a 'El matí de Catalunya Ràdio', que havien detectat una desena de sobres preparats per a votar amb la butlleta de Ciutadans a l'interior. Un interventor d'ERC denuncià a El Nacional que s'havien trobat també sobres amb butlletes de Ciutadans al col·legi electoral de Caldes de Malavella.

### Notícies paral·leles
Es feu conèixer que Serveis Penitenciaris hauria sancionat a Oriol Junqueras amb cinc dies de confinament per l'entrevista radiofònica, des de la presó, que va fer per a RAC 1 i per l'àudio que va gravar per un acte de campanya. Moments més tard, Institucions Penitenciàries, l'organisme depenent del Ministeri de l'Interior espanyol gestor de les presons de l'estat, informà que no s'havia aplicat cap sanció de confinament i que encara s'estava investigant l'assumpte de les entrevistes radiofòniques. També es feu saber, el mateix dia, que, segons un informe lliurat al jutge Pablo Llarena del Tribunal Suprem, la Guàrdia Civil considerava que les últimes manifestacions de la Diada eren part del delicte de rebel·lió.

## Sistema electoral

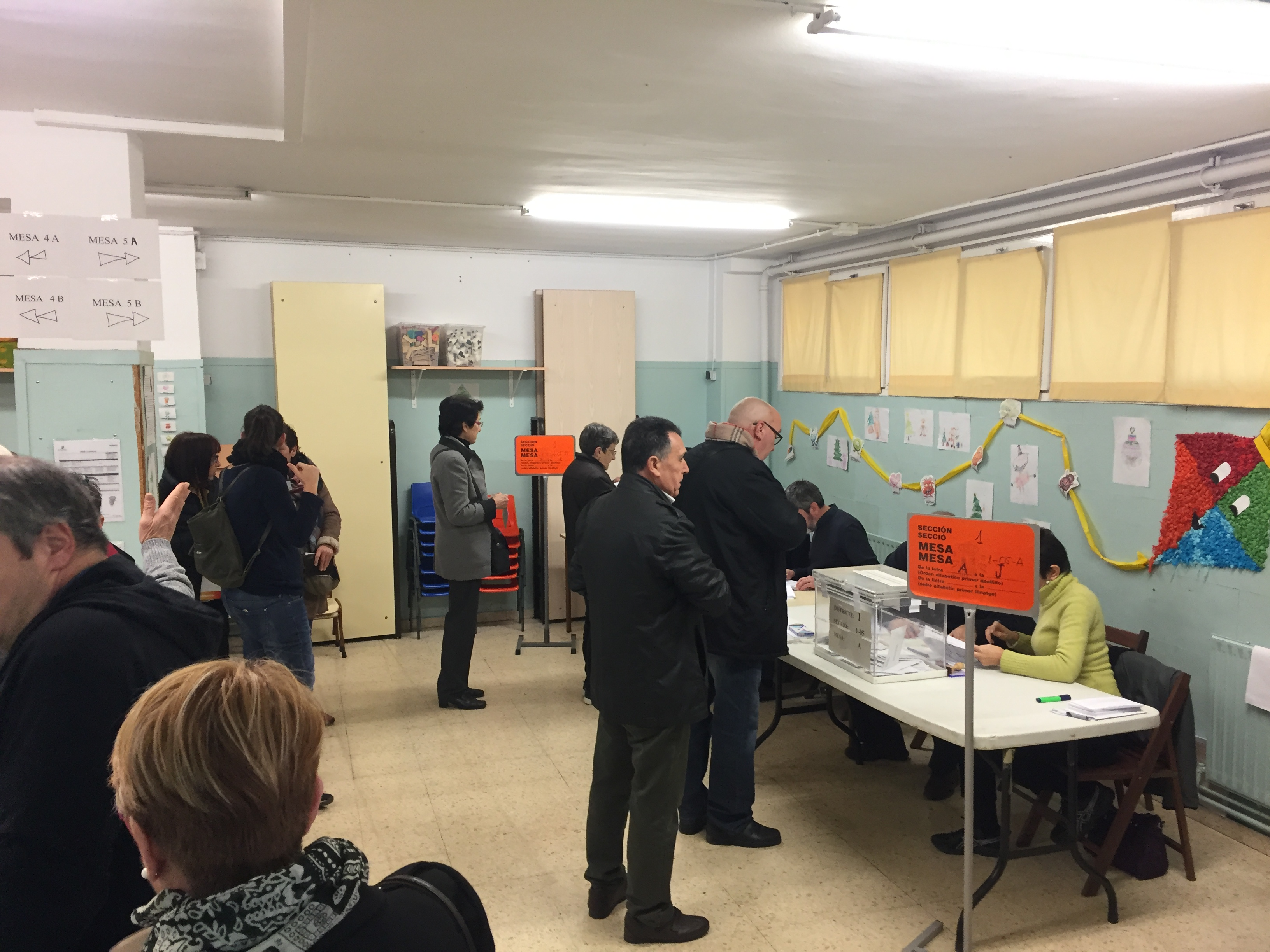
Votació a Sabadell.

Els 135 membres del Parlament de Catalunya són elegits en quatre circumscripcions, corresponent a les quatre províncies catalanes, amb la regla D'Hondt; i el sistema tancat; de representació proporcional. Com Catalunya no té la seva pròpia llei electoral, les eleccions es duen a terme sota les normes provinents a l'Estatut d'Autonomia i sota la LOREG (Llei orgànica 5/1985, de 19 de juny, del règim electoral general). Com a conseqüència de la manca d'una llei electoral pròpia, els escons s'assignen per circumscripcions a través de lleis o decrets per a cada elecció. La distribució d'escons és la següent: Barcelona (85), Girona (17), Lleida (15) i Tarragona (18).
La votació es fa a partir del sufragi universal en secret. Només llistes que superen el llindar del 3% dels vots vàlids a cada circumscripció (que inclou vots en blanc, que es compten per a cap de les anteriors) tenen dret a escó.

## Última data possible
Les pròximes eleccions al Parlament de Catalunya no podien ser celebrades més tard del dilluns 11 de novembre de 2019. Aquesta data es determina de la manera següent:
| Llei                  | Requisit | Comentari |
| --------------------- | --- | --- |
| Estatut: Article 56.1 | El parlament es compon d'un mínim de 100 diputats i un màxim de 150, elegits per quatre anys (...).                 | Les eleccions del 2015 es van celebrar el 27 de setembre de 2015. Quatre anys després de 27 de setembre de 2015 és del 27 de setembre de 2019. |
| Estatut: Article 56.4 | El President de la Generalitat ha de convocar un procés electoral 15 dies abans de la final de la legislatura (...) | 15 dies abans del 27 de setembre de 2019 és de 12 de setembre de 2019.                                                                         |
| Estatut: Article 56.4 | (...) les eleccions han de tenir lloc entre 40 i 60 dies després de l'elecció de la convocatòria.                   | 60 dies després del 12 de setembre 2019 és l'11 de novembre de 2019.                                                                           |

## Candidatures i programes
| Candidatura | Candidatura | Caps de llista       | Caps de llista      | Caps de llista         | Caps de llista    | Programa                              | Lema                                                                                      | Precampanya                             |
| Candidatura | Candidatura | Barcelona            | Tarragona           | Girona                 | Lleida            | Programa                              | Lema                                                                                      | Precampanya                             |
| ----------- | --- | -------------------- | ------------------- | ---------------------- | ----------------- | ------------------------------------- | ----------------------------------------------------------------------------------------- | --------------------------------------- |
|             | Junts per Catalunya (JUNTSxCAT) - Partit Demòcrata Europeu Català (PDeCAT) - Convergència Democràtica de Catalunya (CDC) - Altres participants: Independents                                                                                  | Carles Puigdemont    | Eusebi Campdepadrós | Gemma Geis             | Josep Maria Forné | Arxivat 2017-12-08 a Wayback Machine. | "Puigdemont, el nostre president" "Perquè torni el president, s'ha de votar el president" | "Puigdemont, el nostre president"       |
|             | Esquerra Republicana - Catalunya Sí (ERC-CatSí) - Esquerra Republicana de Catalunya (ERC) - Catalunya Sí (CatSí) - Altres participants: Demòcrates de Catalunya (DC), Moviment d'Esquerres (MES), Avancem i Socialisme, Catalunya i Llibertat | Oriol Junqueras      | Òscar Peris         | Dolors Bassa           | Meritxell Serret  | Arxivat 2017-12-07 a Wayback Machine. | "La democràcia sempre guanya"                                                             | "Catalunya Sí!"                         |
|             | Ciutadans-Partido de la Ciudadanía (C's) | Inés Arrimadas       | Matías Alonso       | Jean Castel            | Jorge Soler       | Arxivat 2018-09-20 a Wayback Machine. | "Ara sí votarem"                                                                          | "Una nova Catalunya per tothom"         |
|             | Partit dels Socialistes de Catalunya (PSC) - Altres participants: Units per Avançar (Els Units) | Miquel Iceta         | Rosa Maria Ibarra   | Rafel Bruguera         | Òscar Ordeig      | Arxivat 2018-09-23 a Wayback Machine. | "Solucions. Ara, Iceta!" "Fem Iceta president"                                            | "Solucions. Ara, Iceta!"                |
|             | Catalunya en Comú-Podem (CatComú-Podem) - Catalunya en Comú (CatComú) - Podem - Barcelona en Comú (BComú) - Iniciativa per Catalunya Verds (ICV) - Esquerra Unida i Alternativa (EUiA) - Altres participants: Equo                            | Xavier Domènech      | Yolanda López       | Llorenç Planagumà      | Sara Vilà         |                                       | "Tenim molt en comú"                                                                      | "El 21D, guanyem Catalunya"             |
|             | Partit Popular (PP) | Xavier García Albiol | Alejandro Fernández | María Ángels Olmedo    | Marisa Xandri     | Arxivat 2018-09-23 a Wayback Machine. | "Espanya és la solució"                                                                   | "La Catalunya valenta"                  |
|             | Candidatura d'Unitat Popular - Crida Constituent (CUP) - Altres participants: Pirates de Catalunya (PIRATA.CAT) | Carles Riera         | Xavier Milian       | Natàlia Sànchez        | Mireia Boya       | Arxivat 2017-12-05 a Wayback Machine. | "Ens sobren 155 raons. 21-D, dempeus!"                                                    | "Derrotem el 155, guanyem la República" |
|             | Partit Animalista Contra el Maltractament Animal (PACMA) | Ana Bayle García     | Miguel García       | Ignacio Pascual        | Alba García       | Arxivat 2018-09-23 a Wayback Machine. | "Cataluña, más cerdos que personas" "La seva veu, el teu vot"                             |                                         |
|             | Recortes Cero - Grupo Verde (RC-GV) - Los Verdes - Grupo Verde (LV - GV) - Unificación Comunista de España (UCE) - Partido Demócrata Social Autonomista (PDSA)                                                                                | Nuria Suárez         | Rut Clemente        | Francesc Sergio Ibañez | Pedro Menchón     | Arxivat 2018-09-23 a Wayback Machine. | "Yo confío en Nuria"                                                                      |                                         |
|             | Per Un Món Més Just (PUM+J) | No es presenta       | No es presenta      | Jaume Nadal            | Javier Arcos      |                                       |                                                                                           |                                         |

## Enquestes d'opinió

### Vot per partit polític
Els resultats de les enquestes es mostren a la taula següent, en ordre cronològic invers, mostrant la més recent primer, i amb la data en què es feia l'enquesta seguida de la data de publicació. Si la data de la realització de l'enquesta és desconeguda, la data de publicació es dona en el seu lloc:
| Agència enquestadora                                     | Data de l'enquesta/Data de publicació | Persones enquestades | Estimació de participació |              | C's      | ERC  | PSC  | CatComú | PP   | CUP  | unio.cat | Avantatge |     |     |     |     |     |
| -------------------------------------------------------- | ------------------------------------- | -------------------- | ------------------------- | ------------ | -------- | ---- | ---- | ------- | ---- | ---- | -------- | --------- | --- | --- | --- | --- | --- |
| Agència enquestadora                                     | Data de l'enquesta/Data de publicació | Persones enquestades | Estimació de participació | The national | 20.12.17 | 1000 |      | 20.0    | 22.5 | 21.2 | 14.9     | Avantatge | 7.8 | 6.0 | 6.5 | PSC | 0.3 |
| GESOP                                                    | 16.12.17 - 18.12.17                   | 900                  | 80 - 82%                  | 18.0         | 23.2     | 23.3 | 15.4 | 8.7     | 4.8  | 4.9  | PSC      | 0.1       |     |     |     |     |     |
| GESOP                                                    | 15.12.17 - 17.12.17                   | 900                  | 80 - 82%                  | 19.0         | 22.5     | 21.3 | 15.9 | 9.0     | 5.0  | 5.5  | PSC      | 1.2       |     |     |     |     |     |
| The national                                             | 17.12.17                              | 1000                 | 83.13%                    | 19.5         | 24.0     | 21.1 | 14.1 | 6.8     | 5.7  | 8.0  | PSC      | 3.9       |     |     |     |     |     |
| GESOP                                                    | 14.12.17 - 16.12.17                   | 800                  | 79-81%                    | 18.3         | 21.2     | 21.3 | 16.9 | 8.8     | 5.6  | 6.5  | PSC      | 0.1       |     |     |     |     |     |
| GESOP                                                    | 13.12.17 - 15.12.17                   | 800                  | 79-81%                    | 17.5         | 21.4     | 22.1 | 17.1 | 8.5     | 5.4  | 6.1  | PSC      | 0.7       |     |     |     |     |     |
| Feedback                                                 | 13.12.17                              | 1000                 |                           | 18.3         | 23.6     | 20.9 | 15.2 | 8.2     | 5.4  | 7.7  | PSC      | 2.7       |     |     |     |     |     |
| SocioMétrica Arxivat 2017-12-14 a Wayback Machine.       | 13.12.17                              | 1100                 |                           | 20.6         | 21.9     | 21.5 | 14.6 | 9.1     | 5.0  | 5.3  | PSC      | 0.4       |     |     |     |     |     |
| Infortécnica Arxivat 2017-12-15 a Wayback Machine.       | 12.12.17                              | 1216                 |                           | 18.9         | 24.4     | 23.3 | 16.3 | 5.2     | 5.6  | 6.3  | PSC      | 1.1       |     |     |     |     |     |
| CelesteTel Arxivat 2017-12-12 a Wayback Machine.         | 11.12.17                              | 800                  |                           | 16.2         | 22.2     | 22.9 | 16.1 | 8.1     | 6.7  | 6.6  | PSC      | 0.7       |     |     |     |     |     |
| SocioMétrica Arxivat 2017-12-14 a Wayback Machine.       | 11.12.17                              | 1100                 |                           | 21.3         | 21.2     | 21.4 | 14.1 | 8.2     | 6.1  | 5.9  | PSC      | 0.1       |     |     |     |     |     |
| Feedback Arxivat 2017-12-14 a Wayback Machine.           | 10.12.17                              | 1000                 |                           | 18.9         | 21.3     | 22.3 | 15.9 | 7.4     | 6.1  | 7.4  | PSC      | 1.0       |     |     |     |     |     |
| GAD3 Arxivat 2017-12-10 a Wayback Machine.               | 09.12.17                              | 1000                 |                           | 18.2         | 23.1     | 21.5 | 16.5 | 7.4     | 7.1  | 5.0  | PSC      | 1.6       |     |     |     |     |     |
| SocioMétrica Arxivat 2017-12-14 a Wayback Machine.       | 08.12.17                              | 1100                 |                           | 19.8         | 21.5     | 22.5 | 14.4 | 7.4     | 5.4  | 5.5  | PSC      | 1.0       |     |     |     |     |     |
| Feedback Arxivat 2017-12-14 a Wayback Machine.           | 08.12.17                              | 900                  |                           | 17.0         | 23.0     | 23.1 | 15.3 | 8.0     | 5.5  | 7.1  | PSC      | 0.1       |     |     |     |     |     |
| GESOP Arxivat 2017-12-14 a Wayback Machine.              | 06.12.17                              | 800                  |                           | 19.3         | 19.0     | 20.5 | 19.0 | 8.5     | 5.8  | 6.0  | PSC      | 1.2       |     |     |     |     |     |
| Feedback Arxivat 2017-12-14 a Wayback Machine.           | 06.12.17                              | 1000                 |                           | 17.1         | 22.8     | 24.0 | 13.5 | 9.3     | 6.2  | 6.4  | PSC      | 1.2       |     |     |     |     |     |
| Invymark Arxivat 2017-12-06 a Wayback Machine.           | 05.12.17                              |                      |                           | 16.8         | 20.5     | 23.8 | 15.1 | 7.1     | 7.3  | 6.2  | PSC      | 3.3       |     |     |     |     |     |
| CIS                                                      | 04.12.17                              | 3,000                |                           | 16.9         | 22.5     | 20.8 | 16.0 | 8.6     | 5.8  | 6.7  | PSC      | 1.7       |     |     |     |     |     |
| El Español                                               | 02.12.17                              | 800                  | ?                         | 19           | 20.5     | 23.1 | 15.2 | 6.4     | 6.2  | 6    | PSC      | 2.6       |     |     |     |     |     |
| GAD3                                                     | 02.01.17–05.01.17                     | ?                    | ?                         | 17.9         | 16.6     | 25.1 | 11.4 | 10.7    | 9.8  | 4.9  |          | 7.2       |     |     |     |     |     |
| NC Report                                                | 16.12.16–23.12.16                     | 1,000                | ?                         | 14.8         | 16.0     | 24.1 | 12.1 | 11.9    | 9.1  | 7.2  |          | 8.1       |     |     |     |     |     |
| GESOP                                                    | 12.12.16–14.12.16                     | 800                  | ?                         | 11.5         | 13.5     | 30.7 | 14.4 | 12.3    | 8.1  | 5.2  |          | 16.3      |     |     |     |     |     |
| NC Report Arxivat 2016-08-14 a Wayback Machine.          | 02.08.16–06.08.16                     | 1,255                | 70.0%                     | 17.2         | 16.7     | 20.3 | 12.3 | 13.9    | 9.1  | 7.5  | 3.1      | 3.1       |     |     |     |     |     |
| Eleccions Generals Arxivat 2016-06-29 a Wayback Machine. | 26.06.16                              | N/D                  | 63.2%                     | 13.9         | 10.9     | 18.2 | 16.1 | 24.5    | 13.4 | –    | –        | 6.3       |     |     |     |     |     |
| GAD3                                                     | 13.06.16–16.06.16                     | 800                  | ?                         | 19.4         | 15.8     | 21.5 | 13.0 | 14.1    | 8.8  | 3.6  |          | 2.1       |     |     |     |     |     |
| GESOP                                                    | 18.04.16–22.04.16                     | 1,600                | ?                         | 13.3         | 16.2     | 25.6 | 13.7 | 12.3    | 9.1  | 6.5  |          | 9.4       |     |     |     |     |     |
| Redondo & Asociados                                      | 03.01.16                              | ?                    | ?                         | 13.8         | 12.0     | 14.7 | 14.4 | 22.0    | 10.6 | 8.3  |          | 7.3       |     |     |     |     |     |
| Eleccions Generals                                       | 20.12.15                              | N/D                  | 68.6%                     | 15.1         | 13.0     | 16.0 | 15.7 | 24.7    | 11.1 | –    | 1.7      | 8.7       |     |     |     |     |     |
| DYM                                                      | 30.11.15–03.12.15                     | 504                  | ?                         | 12.6         | 23.5     | 24.0 | 13.0 | 7.4     | 7.2  | 11.8 |          | 0.5       |     |     |     |     |     |
| Feedback                                                 | 20.11.15–27.11.15                     | 1,000                | ?                         | 15.9         | 19.9     | 21.1 | 13.5 | 8.7     | 8.3  | 8.3  | 2.2      | 1.3       |     |     |     |     |     |

#### Projecció d'escons
Les enquestes d'opinió corresponents a les projeccions d'escons es mostren a la taula següent.

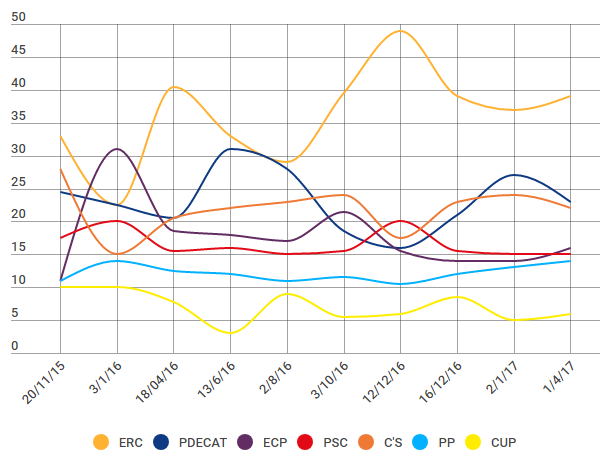
Evolució d'escons segons enquestes/baròmetres d'opinió política per les següents eleccions al Parlament de Catalunya des del novembre del 2015 al gener del 2017

| Agència enquestadora                            | Data de l'enquesta/Data de publicació |              | C's      | ERC   | PSC   | CatComú | PP    | CUP  | UDC |     |     |
| ----------------------------------------------- | ------------------------------------- | ------------ | -------- | ----- | ----- | ------- | ----- | ---- | --- | --- | --- |
| Agència enquestadora                            | Data de l'enquesta/Data de publicació | The national | 20.12.17 | 29/30 | 29/32 | 30/31   | 19/21 | 10   | 6   | 8/9 | PSC |
| GESOP                                           | 16.12.17 - 18.12.17                   | 26/27        | 31/32    | 36/37 | 20/21 | 10/11   | 4/5   | 5/6  | PSC |     |     |
| GESOP                                           | 15.12.17 - 17.12.17                   | 28/29        | 29/30    | 32/33 | 21/22 | 10/11   | 5/6   | 6/7  | PSC |     |     |
| The national                                    | 17.12.17                              | 28/29        | 31/33    | 30/32 | 18/20 | 8/9     | 5/7   | 9/10 | PSC |     |     |
| GESOP                                           | 14.12.17 - 16.12.17                   | 27/28        | 27/28    | 32/33 | 23/24 | 10/11   | 6/7   | 7/8  | PSC |     |     |
| GESOP                                           | 13.12.17 - 15.12.17                   | 25/26        | 27/28    | 34/35 | 23/24 | 9/10    | 6/7   | 7/8  | PSC |     |     |
| Feedback                                        | 13.12.17                              | 26/28        | 32/33    | 30/31 | 20/21 | 10/11   | 5/6   | 9/10 | PSC |     |     |
| GAD3                                            | 02.01.17–05.01.17                     | 27           | 24       | 37    | 15    | 14      | 13    | 5    | 0   |     |     |
| NC Report                                       | 16.12.16–23.12.16                     | 20/22        | 22/24    | 38/40 | 15/16 | 13/15   | 11/13 | 8/9  | 0   |     |     |
| GESOP                                           | 12.12.16–14.12.16                     | 15/17        | 17/18    | 48/50 | 19/21 | 15/16   | 10/11 | 6    | 0   |     |     |
| ERC Arxivat 2017-10-29 a Wayback Machine.       | 03.10.16                              | 17/20        | 23/25    | 39/40 | 14/17 | 21/22   | 11/12 | 5/6  | 0   |     |     |
| ERC Arxivat 2017-10-29 a Wayback Machine.       | 03.10.16                              | 17/20        | 23/25    | 39/40 | 14/17 | 21/22   | 11/12 | 5/6  | 0   |     |     |
| NC Report Arxivat 2016-08-14 a Wayback Machine. | 02.08.16–06.08.16                     | 28           | 23       | 29    | 15    | 17      | 11    | 9    | 3   |     |     |
| Eleccions generals                              | 26.06.16                              | (21)         | (14)     | (27)  | (22)  | (32)    | (19)  | –    | –   |     |     |
| GAD3                                            | 13.06.16–16.06.16                     | 31           | 22       | 33    | 16    | 18      | 12    | 3    | 0   |     |     |
| GESOP                                           | 18.04.16–22.04.16                     | 20/21        | 20/21    | 40/41 | 18/19 | 15/16   | 12/13 | 7/8  | 0   |     |     |
| Redondo & Asociados                             | 03.01.16                              | 22/23        | 15       | 22/23 | 20    | 31      | 14    | 10   | 0   |     |     |
| Eleccions generals                              | 20.12.15                              | (24)         | (18)     | (24)  | (21)  | (33)    | (15)  | –    | (0) |     |     |
| Feedback                                        | 20.11.15–27.11.15                     | 24/25        | 27/29    | 32/34 | 17/18 | 10/12   | 10/12 | 10   | 0   |     |     |

## Resultats
| 79,09% | ' |

| 79,09% | ' |

La candidatura de Ciutadans fou la primera força en escons i en vots per primera vegada en la seva història, en unes eleccions amb una participació rècord de quasi el 79,04% del cens. Tanmateix, el bloc sobiranista format per Junts per Catalunya, Esquerra Republicana de Catalunya i la Candidatura d'Unitat Popular va renovar la majoria parlamentària amb un total de 70 diputats i va augmentar en nombre de vots. El Partit dels Socialistes de Catalunya va millorar lleugerament els resultats de les anteriors eleccions, mentre que Catalunya en Comú-Podem (CeC–P) va perdre escons i vots respecte Catalunya Sí que es Pot. El Partit Popular de Catalunya va obtenir els pitjors resultats de la seva història amb tan sols 4 diputats.

### Resultats i candidatura més votada per província
| Demarcació | Cs   | Cs | JxCat | JxCat | ERC  | ERC | PSC  | PSC | Catalunya en Comú-Podem (CeC–P) | Catalunya en Comú-Podem (CeC–P) | CUP | CUP | PPC | PPC |
| Demarcació | %    | E  | %     | E     | %    | E   | %    | E   | %                               | E                               | %   | E   | %   | E   |
| ---------- | ---- | -- | ----- | ----- | ---- | --- | ---- | --- | ------------------------------- | ------------------------------- | --- | --- | --- | --- |
| Barcelona  | 26.4 | 24 | 19.0  | 17    | 20.6 | 18  | 15.1 | 13  | 8.4                             | 7                               | 4.4 | 3   | 4.3 | 3   |
| Girona     | 19.5 | 4  | 36.7  | 7     | 21.7 | 4   | 8.6  | 1   | 4.0                             | −                               | 5.3 | 1   | 2.9 | −   |
| Lleida     | 17.0 | 3  | 32.5  | 6     | 26.7 | 5   | 9.0  | 1   | 3.9                             | −                               | 5.0 | −   | 4.5 | −   |
| Tarragona  | 27.4 | 5  | 21.7  | 4     | 23.7 | 5   | 11.8 | 2   | 5.4                             | 1                               | 4.0 | −   | 4.6 | 1   |
| Total      | 25.4 | 36 | 21.7  | 34    | 21.4 | 32  | 13.9 | 17  | 7.5                             | 8                               | 4.5 | 4   | 4.2 | 4   |
|            |      |    |       |       |      |     |      |     |                                 |                                 |     |     |     |     |

### Candidatura més votada per comarca
| Comarca                     | Cens total | Participació | Partit més votat              |
| circumscripció de Barcelona |            |              |                               |
| L'Alt Penedès               | 77.274     | 84,29%       | Junts per Catalunya (30,22%)  |
| L'Anoia                     | 87.832     | 82,58%       | Junts per Catalunya (24,73%)  |
| El Bages                    | 129.039    | 82,68%       | Junts per Catalunya (31,37%)  |
| El Baix Llobregat           | 594.843    | 83,22%       | Ciutadans (31,65%)            |
| El Barcelonès               | 1.560.773  | 80,80%       | Ciutadans (26,39%)            |
| El Berguedà                 | 30.898     | 83,32%       | Junts per Catalunya (42,93%)  |
| El Garraf                   | 104.624    | 80,67%       | Ciutadans (28,10%)            |
| El Maresme                  | 321.741    | 83,06%       | Junts per Catalunya (24,92%)  |
| El Moianès                  | 10.023     | 85,24%       | Junts per Catalunya (39,32%)  |
| Osona                       | 110.169    | 85,65%       | Junts per Catalunya (46,14%)  |
| El Vallès Occidental        | 657.891    | 83,39%       | Ciutadans (29,11%)            |
| El Vallès Oriental          | 296.475    | 83,49%       | Ciutadans (25,92%)            |
| circumscripció de Girona    |            |              |                               |
| L'Alt Empordà               | 86.226     | 78,66%       | Junts per Catalunya (30,66%)  |
| El Baix Empordà             | 88.259     | 80,58%       | Junts per Catalunya (34,49%)  |
| La Garrotxa                 | 40.048     | 83,65%       | Junts per Catalunya (48,64%)  |
| El Gironès                  | 121.415    | 83,25%       | Junts per Catalunya (38,41%)  |
| El Pla de l'Estany          | 22.009     | 86,18%       | Junts per Catalunya (51,39%)  |
| El Ripollès                 | 19.574     | 84,90%       | Junts per Catalunya (45,61%)  |
| La Selva                    | 112.074    | 80,43%       | Junts per Catalunya (31,67%)  |
| circumscripció de Lleida    |            |              |                               |
| L'Alta Ribagorça            | 2.898      | 80,02%       | Esquerra Republicana (26,92%) |
| L'Alt Urgell                | 15.152     | 77,51%       | Junts per Catalunya (34,27%)  |
| La Cerdanya                 | 12.807     | 80,07%       | Junts per Catalunya (35,73%)  |
| Les Garrigues               | 14.175     | 83,03%       | Junts per Catalunya (41,61%)  |
| La Noguera                  | 27.109     | 81,90%       | Junts per Catalunya (37,00%)  |
| El Pallars Jussà            | 9.832      | 79,64%       | Junts per Catalunya (40,29%)  |
| El Pallars Sobirà           | 5.316      | 82,71%       | Junts per Catalunya (35,21%)  |
| El Pla d'Urgell             | 24.638     | 82,24%       | Junts per Catalunya (41,58%)  |
| La Segarra                  | 13.945     | 83,69%       | Junts per Catalunya (38,83%)  |
| El Segrià                   | 140.404    | 79,65%       | Junts per Catalunya (26,66%)  |
| El Solsonès                 | 9.824      | 83,63%       | Junts per Catalunya (39,51%)  |
| L'Urgell                    | 24.658     | 81,95%       | Junts per Catalunya (38,92%)  |
| La Vall d'Aran              | 7.066      | 74,51%       | Ciutadans (33,40%)            |
| circumscripció de Tarragona |            |              |                               |
| L'Alt Camp                  | 31.900     | 82,24%       | Junts per Catalunya (30,96%)  |
| El Baix Camp                | 128.080    | 81,37%       | Ciutadans (30,19%)            |
| El Baix Ebre                | 54.255     | 77,90%       | Esquerra Republicana (33,36%) |
| El Baix Penedès             | 71.235     | 77,63%       | Ciutadans (32,44%)            |
| La Conca de Barberà         | 14.959     | 84,61%       | Junts per Catalunya (39,93%)  |
| La Ribera d'Ebre            | 16.211     | 83,44%       | Esquerra Republicana (35,44%) |
| El Montsià                  | 46.723     | 78,71%       | Esquerra Republicana (36,06%) |
| El Priorat                  | 7.100      | 88,06%       | Junts per Catalunya (37,53%)  |
| El Tarragonès               | 169.957    | 80,60%       | Ciutadans (35,87%)            |
| La Terra Alta               | 8.839      | 84,04%       | Junts per Catalunya (30,58%)  |

### Diputats escollits
| C's | JxCAT | ERC | PSC | CeC-P | CUP | PPC |
| Barcelona 1. Inés Arrimadas García 2. Carlos Carrizosa Torres 3. José María Espejo-Saavedra Conesa 4. Fernando Tomás de Páramo Gómez 5. Sonia Sierra Infante 6. Ignacio Martín Blanco 7. Joan García González 8. Marina Bravo Sobrino 9. David Mejía Ayra 10. Noemí de la Calle Sifré 11. Antonio Espinosa Cerrato 12. Susana Beltrán García 13. Laura Vílchez Sánchez 14. María Luz Guilarte Sánchez 15. Martín Eusebio Barra López 16. Blanca Victoria Navarro Pacheco 17. José María Cano Navarro 18. Sergio Sanz Jiménez 19. Carmen de Rivera Pla 20. Elisabeth Valencia Mimbrero 21. María Francisca Valle Fuentes 22. Munia Fernández-Jordán Celorio 23. Dimas Gragera Velaz 24. Manuel Rodríguez de l'Hotellerie de Fallois Girona 1. Jean Castel Sucarrat 2. Alfonso Sánchez Fisac 3. Héctor Amellò Montiu 4. Maria del Camino Fernández Riol Lleida 1. Jorge Soler González 2. Javier Rivas Escamilla 3. David Bertran Román Tarragona 1. Matías Alonso Ruiz 2. Lorena Roldán Suárez 3. Carlos Sánchez Martín 4. Francisco Javier Domínguez Serrano 5. Maialen Fernández Cabezas | Barcelona 1. Carles Puigdemont i Casamajó 2. Jordi Sànchez i Picanyol 3. Clara Ponsatí i Obiols 4. Jordi Turull i Negre 5. Laura Borràs i Castanyer 6. Josep Rull i Andreu 7. Joaquim Forn i Chiariello 8. Eduard Pujol i Bonell 9. Aurora Madaula i Giménez 10. Elsa Artadi i Vila 11. Joaquim Torra i Pla 12. Lluís Font i Espinós 13. Josep Riera i Font 14. Anna Tarrés i Campa 15. Maria Isabel Ferrer i Àlvarez 16. Francesc de Dalmases i Thió 17. Josep Costa i Rosselló Girona 1. Gemma Geis i Carreras 2. Lluís Puig i Gordi 3. Marta Madrenas i Mir 4. Narcís Clara i Lloret 5. Lluís Guinó i Subirós 6. Jordi Munell i Garcia 7. Francesc Xavier Ten i Costa Lleida 1. Josep Maria Forné i Febrer 2. Marc Solsona i Aixalà 3. Imma Gallardo Barceló 4. Xavier Quinquillà Durich 5. Montserrat Macià Gou 6. Anna Geli España Tarragona 1. Eusebi Campdepadrós i Pucurull 2. Teresa Pallarès Piqué 3. Albert Batet i Canadell 4. Mònica Sales de la Cruz | Barcelona 1. Oriol Junqueras i Vies 2. Marta Rovira i Vergés 3. Raül Romeva i Rueda 4. Carme Forcadell i Lluís 5. Carles Mundó i Blanch 6. Alba Vergés i Bosch 7. Antoni Comín i Oliveres 8. Jenn Díaz Ruiz 9. Ruben Wagensberg 10. Najat Driouech Ben Moussa 11. Josep Maria Jové i Lladó 12. Eva Baró i Ramos 13. Ernest Maragall i Mira 14. Rut Ribas i Martí 15. Antoni Castellà i Clavé 16. Adriana Delgado i Herreros 17. Jordi Albert i Caballero 18. Mònica Palacín i París 19. Gerard Gómez del Moral i Fuster Girona 1. Dolors Bassa i Coll 2. Roger Torrent i Ramió 3. Anna Caula i Paretas 4. Sergi Sabrià i Benito Lleida 1. Meritxell Serret i Aleu 2. Bernat Solé i Barril 3. Gemma Espigares i Tribó 4. Francesc Viaplana i Manresa 5. Montserrat Fornells i Solé Tarragona 1. Òscar Peris i Ròdenas 2. Noemí Llauradó i Sans 3. Josep Lluís Salvadó i Tenesa 4. Irene Fornós i Curto 5. Ferran Civit i Martí | Barcelona 1. Miquel Iceta i Llorens 2. Eva Granados Galiano 3. Ramon Espadaler i Parcerisas 4. Beatriz Silva Gallardo 5. Ferran Pedret i Santos 6. Alícia Romero Llano 7. Jordi Terrades i Santacreu 8. Assumpta Escarp Gibert 9. David Pérez i Ibáñez 10. Esther Niubó Cindoncha 11. Pol Gibert Horcas 12. Marta Moreta i Rovira 13. Raúl Moreno Montaña Girona 1. Rafel Bruguera i Batalla Lleida 1. Òscar Ordeig Molist Tarragona 1. Rosa M. Ibarra Ollé 2. Carles Castillo Rosique | Barcelona 1. Xavier Domènech i Sampere 2. Elisenda Alamany Gutiérrez 3. Jéssica Albiach Satorres 4. Marta Ribas Frías 5. Joan Josep Nuet i Pujals 6. Susana Segovia Sánchez 7. David Cid Colomer Tarragona 1. Yolanda López Fernández | Barcelona 1. Carles Riera Albert 2. Maria Sirvent Escrig 3. Vidal Aragonés Chicharro Girona 1. Natàlia Sànchez Dipp | Barcelona 1. Xavier García Albiol 2. Andrea Levy Soler 3. Santiago Rodríguez Serra Tarragona 1. Alejandro Fernández Álvarez |